# Eleocharis aurea
Eleocharis aurea är en halvgräsart som beskrevs av Johann Otto Boeckeler. Eleocharis aurea ingår i släktet småsäv, och familjen halvgräs. Inga underarter finns listade i Catalogue of Life.